# Almopia (gmina)
Almopia (gr. Δήμος Αλμωπίας, Dimos Almopias) – gmina w Grecji, w administracji zdecentralizowanej Macedonia-Tracja, w regionie Macedonia Środkowa, w jednostce regionalnej Pella. W 2011 roku liczyła 27 556 mieszkańców. Powstała 1 stycznia 2011 roku w wyniku połączenia dotychczasowych gmin Aridea i Eksaplatanos. Siedzibą gminy jest Aridea.